# Vattenpolo vid panamerikanska spelen 2011
Vattenpolo vid panamerikanska spelen 2011 spelades i Guadalajara, Mexiko under perioden 23–29 oktober 2011.
USA blev det land med flest guldmedaljer, då landet vann både damernas och herrarnas turnering.

## Medaljsummering
| Pl.    | Nation    | Guld | Guld | Guld | Silver | Silver | Silver | Brons | Brons | Brons | Totalt | Totalt | Totalt |
| Pl.    | Nation    | H    | D    | T    | H      | D      | T      | H     | D     | T     | H      | D      | T      |
| ------ | --------- | ---- | ---- | ---- | ------ | ------ | ------ | ----- | ----- | ----- | ------ | ------ | ------ |
| 1      | USA       | 1    | 1    | 2    | 0      | 0      | 0      | 0     | 0     | 0     | 1      | 1      | 2      |
| 2      | Kanada    | 0    | 0    | 0    | 1      | 1      | 2      | 0     | 0     | 0     | 1      | 1      | 2      |
| 3      | Brasilien | 0    | 0    | 0    | 0      | 0      | 0      | 1     | 1     | 2     | 1      | 1      | 2      |
| Totalt | Totalt    | 1    | 1    | 2    | 1      | 1      | 2      | 1     | 1     | 2     | 3      | 3      | 6      |

| Evenemang           | Guld | Silver | Brons     |
| Damernas turnering  | USA  | Kanada | Brasilien |
| Herrarnas turnering | USA  | Kanada | Brasilien |